# Sphaerodactylidae
Die Sphaerodactylidae sind eine Familie der Geckoartigen (Gekkota), zu der etwa 200 Arten gehören. Sie kommen im größten Teil Südamerikas, in Mittelamerika, auf den Inseln der Karibik, in Nordafrika, Südeuropa und Vorderasien vor.
Alle sphaerodactylinen Geckos sind sehr klein, meist nachtaktiv und leben vor allem an Baumstämmen. Eine Klade aus den drei Gattungen Coleodactylus, Lepidoblepharis und Pseudogonatodes kommt im Laubstreu der nicht periodisch überfluteten Regenwälder im Amazonasbecken (Terra firma) vor. Die Tiere sind bräunlich gefärbt und, wenn sie sich nicht bewegen, kaum zu sehen.
Die größte Gattung, mit 105 Arten ist Sphaerodactylus. Einige Arten der Gattung wurden vom Menschen in das südliche Florida eingeführt. Zu ihnen gehört die kleinste Echse der Welt – Sphaerodactylus ariasae wird nur drei Zentimeter lang und erreicht ein Gewicht von zwölf Gramm.
Die Gattung Gonatodes hat 31 Arten, die nur 35 bis 40 mm lang werden. Hier sind die Männchen sehr viel farbiger als die Weibchen. Die Gonatodes-Arten leben vor allem auf den Stämmen der Urwaldbäume und verbergen sich im oberirdischen Wurzelgeflecht oder zwischen den Stelzwurzeln von Palmen.
Sexualdimorphismus und Dimorphismus kommen in der Unterfamilie häufig vor. Bei den meisten Arten sind die Männchen größer und oft auch deutlich farbiger als die Weibchen.

## Systematik
Die sphaerodactylinen Geckos der Neuen Welt werden in die Unterfamilie Sphaerodactylinae gestellt. Nähere verwandtschaftliche Beziehungen zwischen den Gattungen der Alten Welt konnten bisher nicht festgestellt werden. Sie werden deshalb incertae sedis geführt. Die Trennung zwischen den Sphaerodactylinen der Neuen Welt und ihren nächsten Verwandten in der Alten Welt soll sich vor 95 Millionen Jahren ereignet haben.
Die Familie Sphaerodactylidae umfasst derzeit 215 Arten aus 12 Gattungen:
- Sphaerodactylidae
  - incertae sedis
    - Gattung: Aristelliger Cope, 1862
      - Aristelliger barbouri Noble & Klingel, 1932
      - Aristelliger cochranae Grant, 1931
      - Aristelliger expectatus Cochran, 1933
      - Aristelliger georgeensis (Bocourt, 1873)
      - Aristelliger hechti Schwartz & Crombie, 1975
      - Aristelliger lar Cope, 1861
      - Aristelliger praesignis (Hallowell, 1856)
      - Aristelliger reyesi Diaz & Hedges, 2009

    - Gattung: Euleptes Fitzinger, 1843
      - Europäischer Blattfingergecko (Euleptes europaea (Gené, 1839)) Europäischer Blattfinger (Euleptes europaea)

    - Gattung: Pristurus Rüppell, 1835
      - Pristurus abdelkuri Arnold, 1986
      - Pristurus adrarensis Geniez & Arnold, 2006
      - Pristurus carteri (Gray, 1863)
      - Pristurus celerrimus Arnold, 1977
      - Pristurus collaris (Steindachner, 1867)
      - Pristurus crucifer (Valenciennes, 1861)

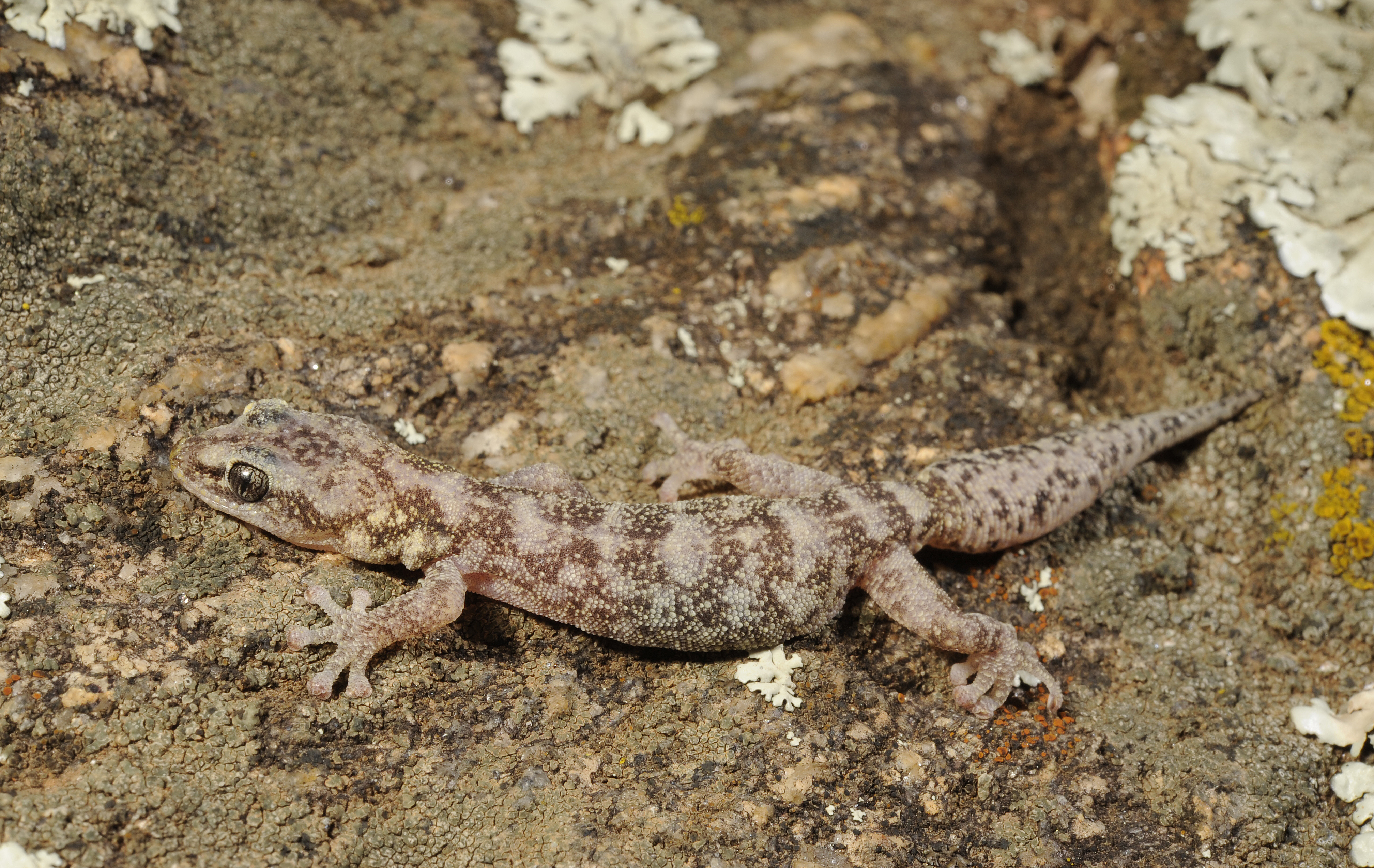
Europäischer Blattfinger (Euleptes europaea)

      - Pristurus flavipunctatus Rüppell, 1835
      - Pristurus gallagheri Arnold, 1986
      - Pristurus guichardi Arnold, 1986
      - Pristurus insignis Blanford, 1881
      - Pristurus insignoides Arnold, 1986
      - Pristurus longipes Peters, 1871
      - Pristurus mazbah Al-Safadi, 1989
      - Pristurus minimus Arnold, 1977
      - Pristurus obsti Rösler & Wranik, 1999
      - Pristurus ornithocephalus Arnold, 1986
      - Pristurus phillipsii Boulenger, 1895
      - Pristurus popovi Arnold, 1982
      - Pristurus rupestris Blanford, 1874 Pristurus rupestris
      - Pristurus saada Arnold, 1986
      - Pristurus samhaensis Rösler & Wranik, 1999
      - Pristurus schneideri Rösler, Köhler & Böhme, 2008
      - Pristurus simonettai (Lanza & Sassi, 1968)
      - Pristurus sokotranus Parker, 1938
      - Pristurus somalicus Parker, 1932

    - Gattung: Quedenfeldtia Boettger, 1883
      - Quedenfeldtia moerens (Chabanaud, 1916)

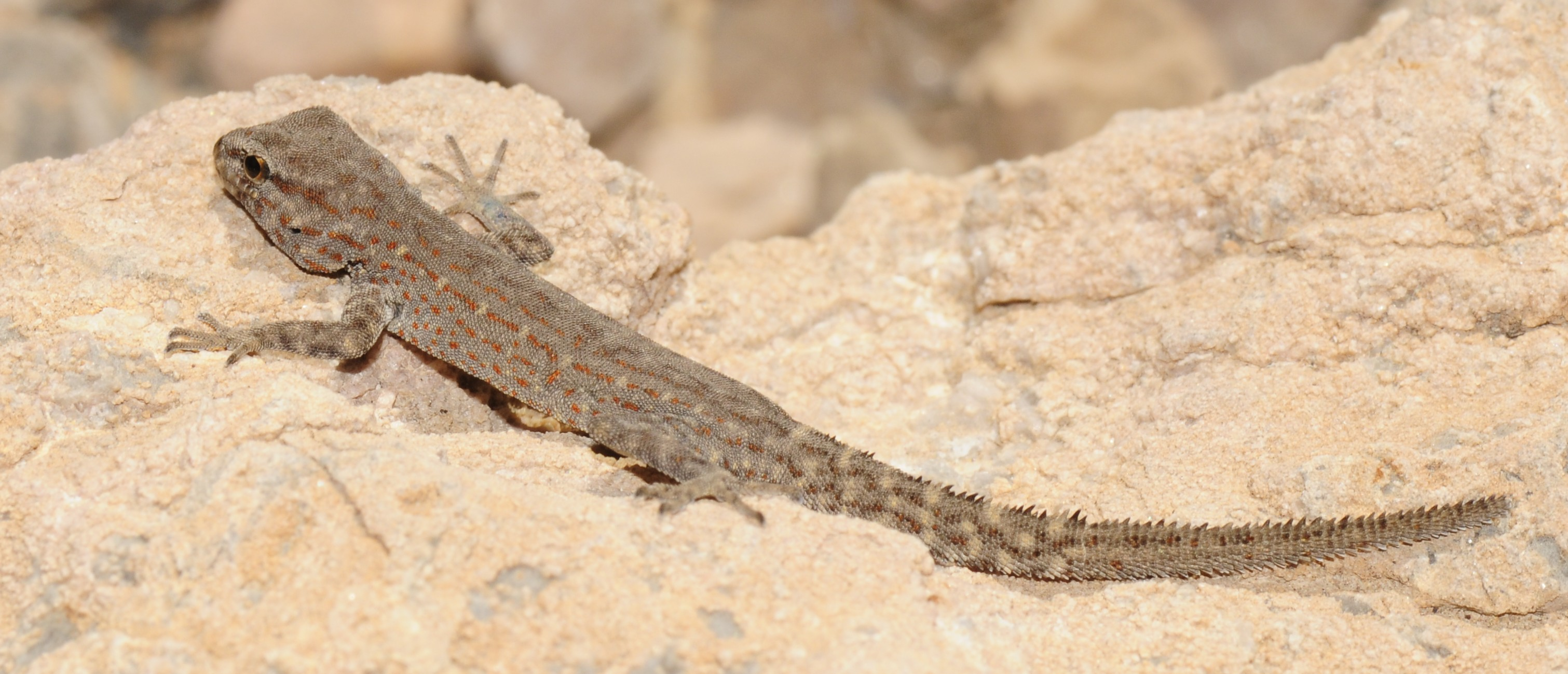
Pristurus rupestris

      - Quedenfeldtia trachyblepharus (Boettger, 1874)

    - Gattung: Wundergeckos (Teratoscincus Strauch, 1863)
      - Teratoscincus bedriagai Nikolsky, 1900 Teratoscincus bedriagai

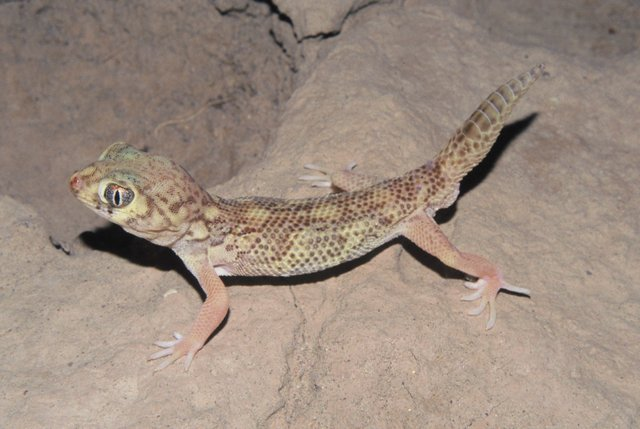
Teratoscincus bedriagai

      - Teratoscincus keyserlingii Strauch, 1863
      - Teratoscincus microlepis Nikolsky, 1900
      - Teratoscincus przewalskii Strauch, 1887
      - Teratoscincus roborowskii Bedriaga, 1906
      - Wundergecko (Teratoscincus scincus (Schlegel, 1858))
      - Teratoscincus toksunicus Wang, 1989

  - Unterfamilie: Sphaerodactylinae Underwood, 1954
    - Gattung: Saurodactylus Fitzinger, 1843
      - Saurodactylus fasciatus Werner, 1931
      - Saurodactylus mauritanicus (Duméril & Bibron, 1836)

    - Tribus: Sphaerodactylini Kluge, 1987
      - Gattung: Chatogekko Gamble, Daza, Colli, Vitt & Bauer, 2011
        - Chatogekko amazonicus (Andersson, 1918)

      - Gattung: Coleodactylus Parker, 1926
        - Coleodactylus brachystoma (Amaral, 1935)
        - Coleodactylus elizae Gonçalves, Torquato, Skuk & Araújo Sena, 2012
        - Coleodactylus meridionalis (Boulenger, 1888)
        - Coleodactylus natalensis Freire, 1999 Coleodactylus natalensis

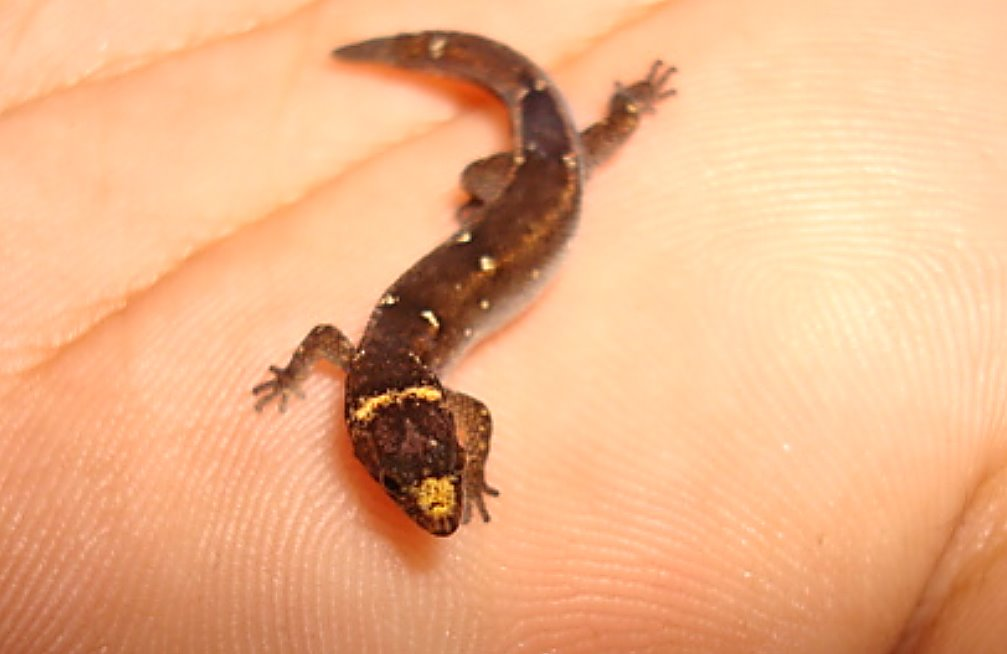
Coleodactylus natalensis

        - Coleodactylus septentrionalis Vanzolini, 1980

      - Gattung: Gonatodes Fitzinger, 1843 Gonatodes albogularis, Weibchen

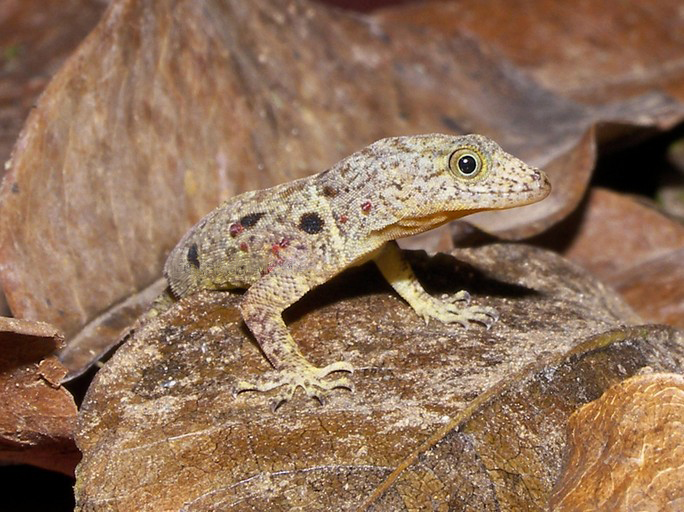
Gonatodes albogularis, Weibchen

      - Gattung: Lepidoblepharis Peracca, 1897
      - Gattung: Pseudogonatodes Ruthven, 1915
        - Pseudogonatodes barbouri (Noble, 1921)
        - Pseudogonatodes furvus Ruthven, 1915
        - Pseudogonatodes gasconi Avila-Pires & Hoogmoed, 2000
        - Pseudogonatodes guianensis Parker, 1935
        - Pseudogonatodes lunulatus (Roux, 1927)
        - Pseudogonatodes manessi Avila-Pires & Hoogmoed, 2000
        - Pseudogonatodes peruvianus Huey & Dixon, 1970

      - Gattung: Kugelfingergeckos (Sphaerodactylus Wagler, 1830) (Arten sind dort aufgeführt) Sphaerodactylus sp.

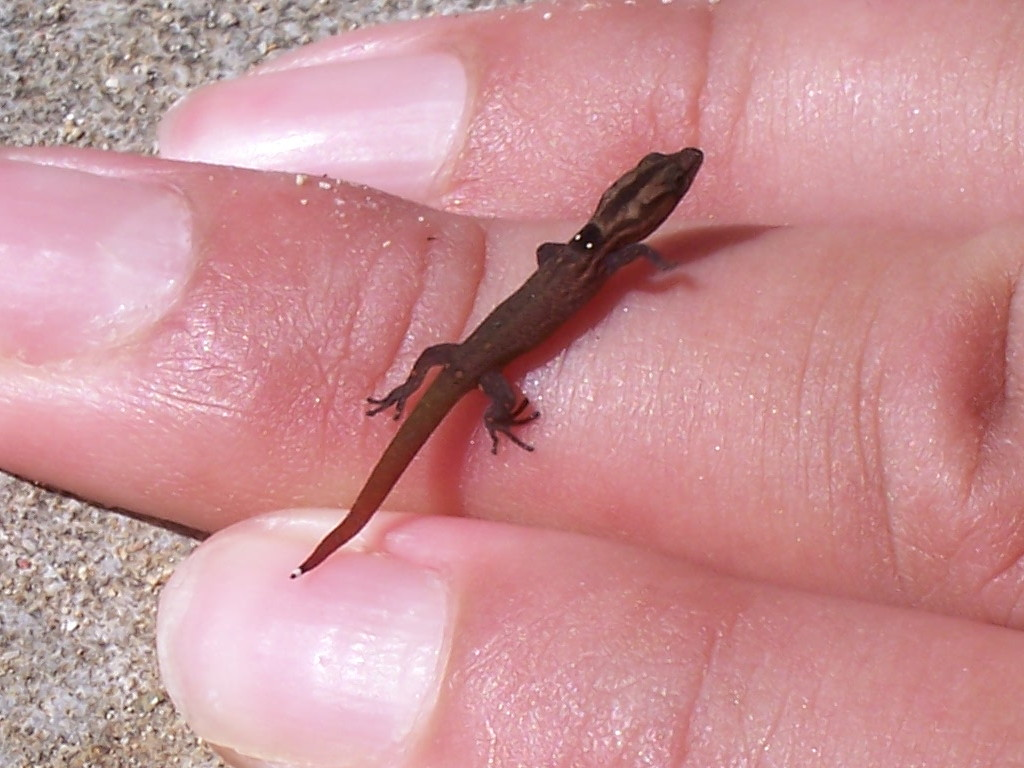
Sphaerodactylus sp.